# Cristidiscoidia
Classe
Les Cristidiscoidia sont une classe de protistes de l'embranchement des Choanozoa.

## Liste des ordres
Selon l'AlgaeBase (14 avril 2025) :
- Nucleariida Cavalier-Smith, 1993
- Rozellida Cavalier-Smith, 2012

## Systématique
Le nom valide complet (avec auteur) de ce taxon est Cristidiscoidia Page, 1987.